# 증발암

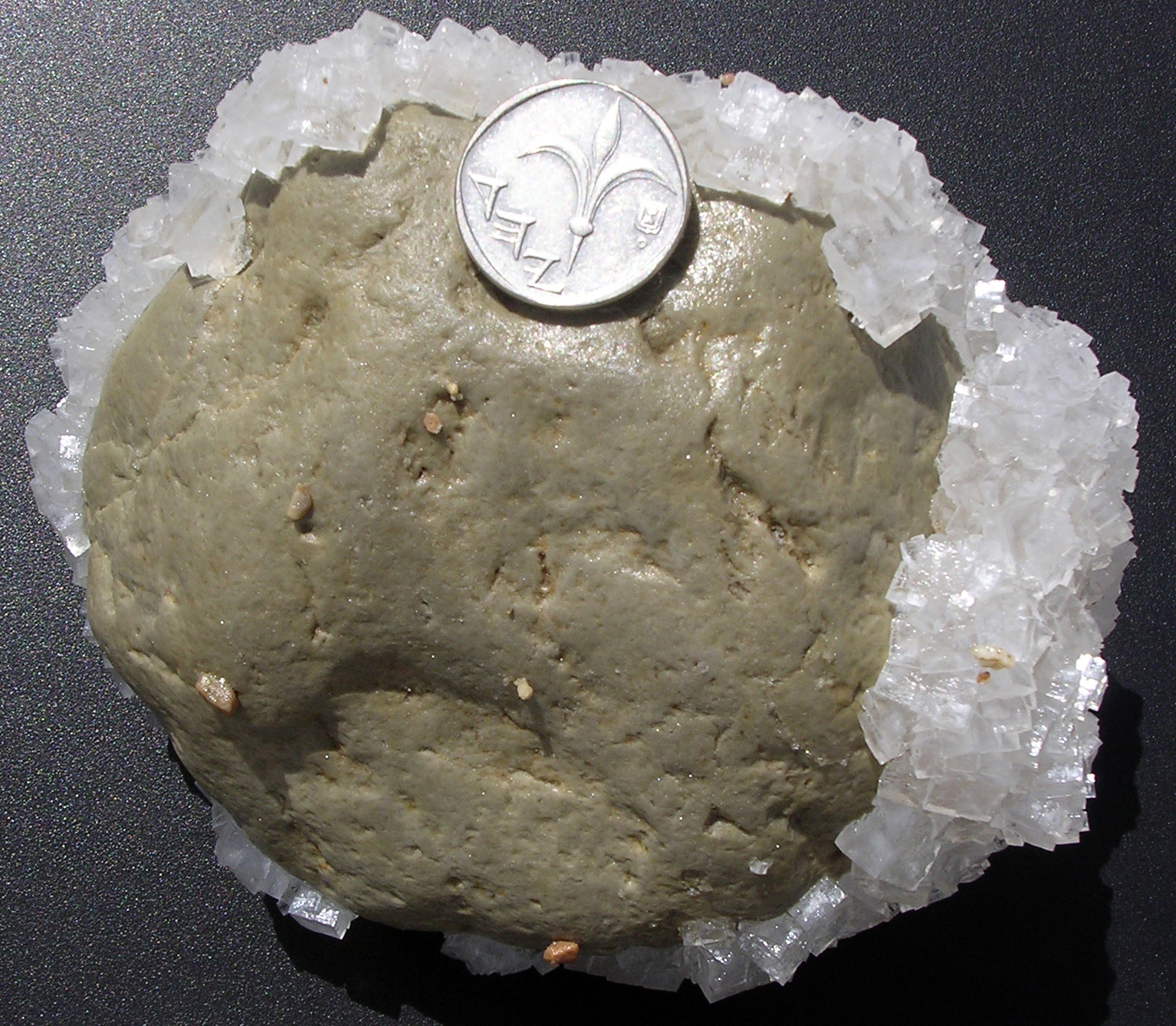

증발암은 수용액의 증발로 인한 퇴적 및 결정화의 결과로 인해 만들어진, 물에 용해되는 퇴적광물이다. 해양에서 비롯된 증발암과, 호수 등 해양에서 비롯되지 않은 증발암으로 나뉜다. 증발암은 퇴적암으로 간주되며 화학퇴적물에 의해 형성된다.

## 주요 증발암 광물 그룹
- 할로젠 광물: 암염, 형석
- 질산염: 초석

| 미네랄 클래스 | 광물명       | 화학 성분                |
| ------------- | ------------ | ------------------------ |
| 염화물        | 암염         | NaCl                     |
| 염화물        | 실바이트     | KCl                      |
| 염화물        | 카날라이트   | KMgCl 3 · 6 H 2O         |
| 염화물        | 카이나이트   | KMg(SO 4)Cl · 3 H 2O     |
| 황산염        | 무수석고     | CaSO 4                   |
| 황산염        | 석고         | CaSO 4 · 2H 2O           |
| 황산염        | 키저라이트   | MgSO 4 · H 2O            |
| 황산염        | 랑베나이트   | K 2Mg 2(SO 4) 3          |
| 황산염        | 폴리암염     | K 2Ca 2Mg(SO 4) 6 · H 2O |
| 탄산염        | 백운암       | CaMg(CO 3) 2             |
| 탄산염        | 방해석       | CaCO 3                   |
| 탄산염        | 마그네사이트 | MgCO 3                   |

## 같이 보기
- 광물 목록
- 암석 목록